# Sejm bielski 1564
Sejm bielski 1564 – sejm Wielkiego Księstwa Litewskiego w Bielsku, na którym król Zygmunt II August 1 lipca 1564 roku wydał przywilej bielski. Był pierwszym ze zjazdów, regulujących przemiany ustrojowe Wielkiego Księstwa Litewskiego.
Zwołany w czasie trwania wojny litewsko-moskiewskiej 1558-1570. Uczestniczyli w nim panowie rady, starostowie, dzierżawcy, ciwunowie, chorążowie, posłowie z powiatów, szlachta i przedstawiciele Wilna. 
Przywilej bielski zrównał prawne wszystkich obywateli, poddając ich jednolitemu systemowi sądowemu (z zachowaniem wagi prawa polskiego na Podlasiu). Król zgodził się na powoływanie wzorem koronnych sądów ziemskich i grodzkich, te pierwsze, pochodzące z wyborów samej szlachty w powiatach miały załatwiać sprawy sporne. 